# Relações internacionais da Guiné
As relações da Guiné com outros países, inclusive com os vizinhos Oeste africanos, têm melhorado de forma constante desde 1985.  Guiné restabeleceu as relações com a França e Alemanha em 1975, e com os vizinhos Costa do Marfim e Senegal em 1978. Guiné tem sido ativa nos esforços em direção à integração regional e cooperação, especialmente no que se refere à Organização de Unidade Africana e o Organização Econômica dos Estados do Oeste Africano (CEDEAO). A Guiné assume o seu papel em uma variedade de organizações internacionais com seriedade, e participa ativamente em suas deliberações e decisões.
A Guiné tem participado tanto em esforços diplomáticos como em militares para resolver conflitos na Libéria, Serra Leoa, e Guiné-Bissau, e contribuiu com contingentes de tropas de manutenção da paz, em todos os três países, como parte da ECOMOG, o Grupo de Observadores Militares CEDEAO. A Guiné ofereceu asilo a mais de 700,000 refugiados da Libéria, Serra Leoa, e Guiné-Bissau desde 1990, apesar dos custos econômicos e ambientais envolvidos.
A Guiné também é membro do Corte Penal Internacional com um Acordo de Imunidade Bilateral da proteção para os militares dos Estados Unidos (como abrangidos no Artigo 98).